# Bundesstraße 102

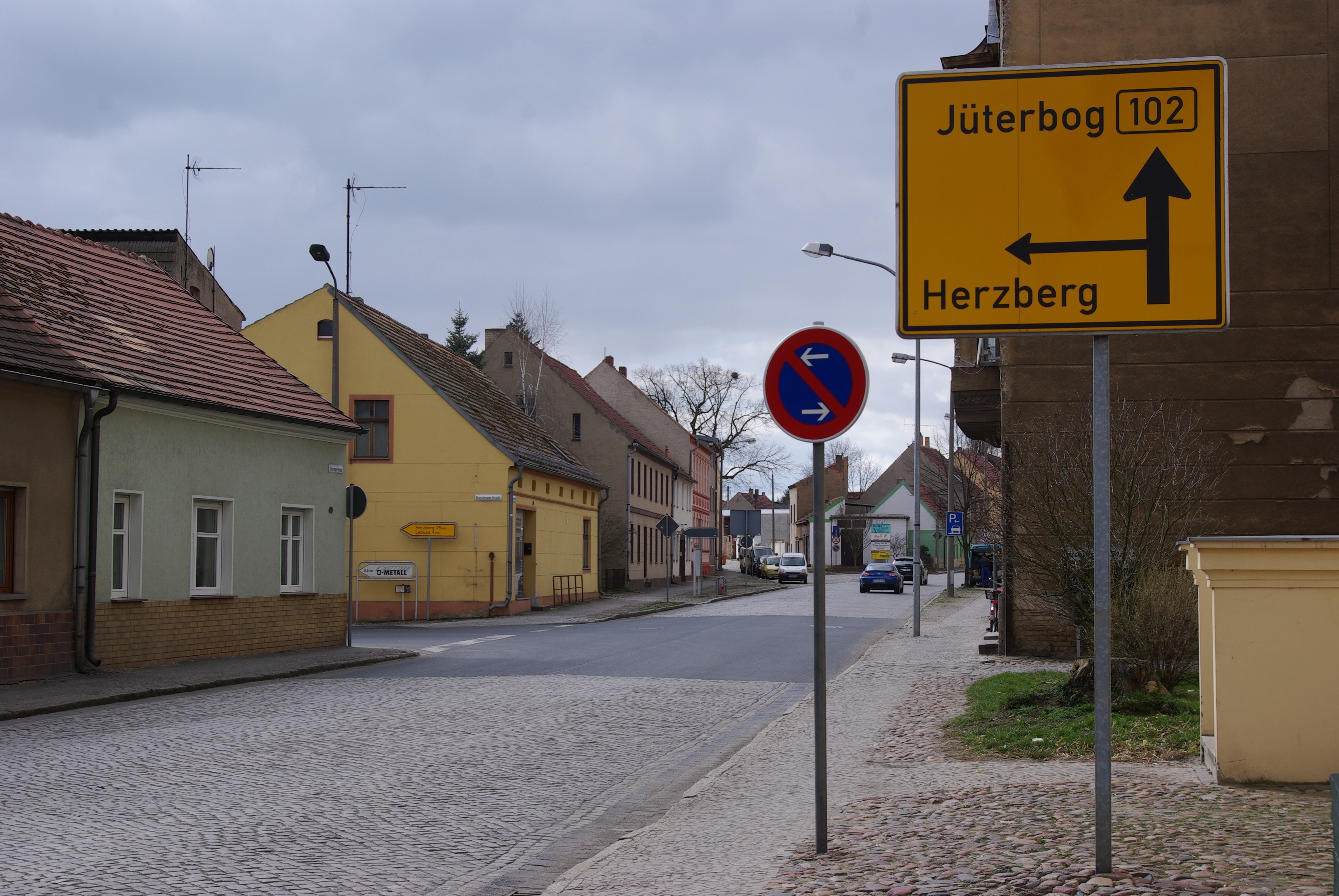
Die B 102 in Dahme/Mark

Die Bundesstraße 102 (Abkürzung: B 102) ist eine deutsche Bundesstraße. Sie beginnt an der B 5 in Bückwitz, zehn Kilometer südöstlich von Kyritz und endet in Luckau am Kreuz der B 96 und der B 87.

## Geschichte
Die 1932 eingerichtete Fernverkehrsstraße 102 (FVS 102), ab 1934 Reichsstraße 102 genannt, führte ursprünglich nur von Brandenburg an der Havel bis Luckau. Der Streckenabschnitt nördlich von Brandenburg wurde 1896 zwischen Premnitz und Pritzerbe fertiggestellt, aber erst wesentlich später zur Bundesstraße erhoben.

## Besonderheiten
Der Streckenabschnitt zwischen Jüterbog und Dahme/Mark verläuft teilweise direkt auf dem Höhenzug des Niederen Fläming. Auf dem letzten Stück der Strecke, zwischen Dahme/Mark und Luckau, befindet sich der Übergang vom Fläming zum Lausitzer Grenzwall und damit zur brandenburgischen Region Niederlausitz.

## Streckenänderungen
| Verkehrsfreigabe   | Änderung                   | Anmerkungen                               |
| ------------------ | -------------------------- | ----------------------------------------- |
| 12. September 2005 | Umgehungsstraße Bad Belzig | Bauzeitraum: März 2004 bis September 2005 |
| 10. August 2011    | Umgehungsstraße Dahnsdorf  | Bauzeitraum: April 2010 bis August 2011   |
| 28. August 2019    | Umgehungsstraße Paterdamm  | Bauzeitraum: Januar 2018 bis August 2019  |
| 16. Oktober 2023   | Umgehungsstraße Schmerzke  | Bauzeitraum: April 2022 bis Oktober 2023  |